# Don't Stop 'til You Get Enough
Don't Stop 'til You Get Enough är en låt skriven och framförd av sångaren Michael Jackson från albumet Off the Wall från 1979. Låten inledde albumet. Det var Jacksons andra amerikanska singeletta som soloartist och den blev även en stor internationell hit. Det var också den första singeln som släpptes på Jacksons nya bolag Epic Records, efter att han lämnat Motown.
Till låten gjordes också en musikvideo i regi av Nick Saxton där Jackson dansar iklädd smoking och fluga. Det var Jacksons första musikvideo som soloartist.

## Listplaceringar
- Billboard Hot 100, USA: #1[1]
- UK Singles Chart, Storbritannien: #3[2]
- Nya Zeeland: #1[3]
- Nederländerna: #2[4]
- Schweiz: #4[5]
- Österrike: #11[6]
- VG-lista, Norge: #1[7]
- Topplistan, Sverige: #18[8]